# Exodictyon
Exodictyon là một chi rêu trong họ Calymperaceae.